# Луи-Филипп, граф Парижский
Луи-Филипп Альбер Орлеанский, граф Парижский (фр. Louis Philippe Albert d’Orléans, comte de Paris; 24 августа 1838[…], Париж — 8 сентября 1894[…], Стоу, Бакингемшир) — представитель Орлеанской ветви династии Бурбонов, герцог Орлеанский.

## Биография
Старший сын Фердинанда-Филиппа Орлеанского и Елены Мекленбург-Шверинской, внук Луи-Филиппа I. Имел единственного брата Роберта, герцога Шартрского.
С 1842 года, после гибели отца, четырехлетний граф был наследником французского престола. После революции 1848 года и свержения деда Луи-Филипп с матерью и братом покинули Францию, и остановились в Германии. Тогда как его дед и бабка переехали в Англию. Однако спустя два года из-за финансовых трудностей Елена стала наносить регулярные визиты к родителям мужа.
В августе 1850 года скончался бывший король Луи-Филипп I. В глазах орлеанистов граф Парижский стал официально его преемником. Но ситуация во Франции не давала надежд на восстановление монархии. В 1857 герцогиня Орлеанская и её сыновья окончательно покидают Германию и переезжают в Англию к вдове Марии-Амалии.

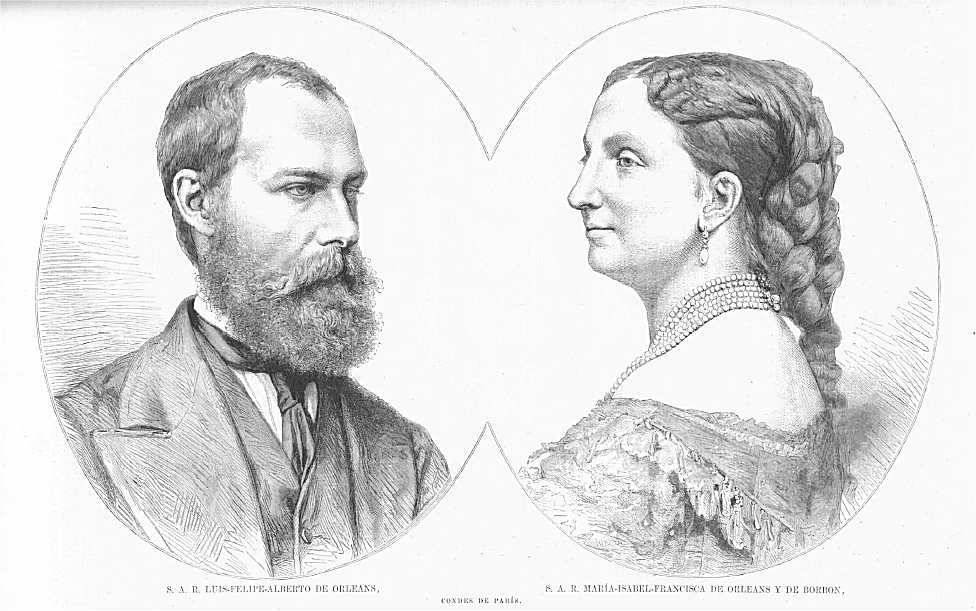
Граф Парижский с супругой

Год спустя мать Луи-Филиппа умерла от гриппа. В возрасте двадцати одного года принц оказывается круглым сиротой и живет у своей бабушки до её смерти в 1866 году.
Луи-Филипп был незаурядной личностью и приверженцем идеалов демократии и свободы. В 1861 году вместе со своим братом добровольцем записался в американскую армию и участвовал во многих операциях против южных штатов. Луи-Филипп составил подробное описание военных действий армии северян, его труды сохраняют значение для истории Гражданской войны в США. Его неоднократно хотели выбрать на французский трон, но на эти предложения он отвечал решительным отказом.
С 1883, после смерти внука Карла X и последнего представителя старших Бурбонов графа де Шамбора, Луи-Филипп стал орлеанистским главой дома Капетингов (как Филипп VII), в то время как часть легитимистов стала считать претендентом испанского принца Хуана Монтисона (Иоанна III).
Луи-Филипп умер 8 сентября 1894 года в возрасте пятидесяти шести лет в своей английской резиденции Стоун Хаус.

## Семья
Из-за низкого статуса его семьи вследствие падения монархии Луи-Филипп не мог рассчитывать на выгодный брак с иностранной принцессой. Поэтому граф попросил руки своей французско-испанской кузины Марии Изабеллы (1848—1919), дочери Антуана Орлеанского, герцога де Монпансье.
Их свадьба состоялась 30 мая 1864 в Кингстоне на Темзе (Англия).
Дети:
- Амелия Орлеанская (1865—1951). Вышла замуж за короля Португалии Карлуша I в 1886 году.
- Луи Филипп Роберт Орлеанский (1869—1926). Женился на эрцгерцогине Марии Доротее Австрийской в 1896 году, детей не было.
- Елена Орлеанская (1871—1951). Вышла замуж за Эммануэля Филибера, 2-го герцога Аостского в 1895 году.
- Шарль Орлеанский (1875—1875) — умер во младенчестве.
- Изабелла Орлеанская (1878—1961). Вышла замуж за принца Жана Орлеанского, герцога де Гиз в 1899 году.
- Жак Орлеанский (1880—1881) — умер во младенчестве.
- Луиза Орлеанская (1882—1958). Вышла замуж за принца Карлоса Бурбон-Сцилийского в 1907 году. Её дочь Мария Мерседес Бурбон-Сицилийская была матерью короля Хуана Карлоса I.
- Фердинанд Орлеанский (1884—1924). Женился на Марии Изабель Гонсалес в 1921 году, детей не было.